# Laura Mo
Laura Mo (født 17. juli 1979 i Hjørring) er en dansk sangerinde, sangskriver og producer fra Nordjylland.
Laura Mo er svær at placere i en bestemt musikgenre og har spillet folk, pop, rock, punk og electronica. Hun søger altid mod at skabe en ny lyd og har udviklet sig fra at være singer-songwriter med en guitar til energisk performer. Hun optræder både med band og som solist.
Laura Mo er autodidakt og spiller akustisk guitar, femstrenget banjo, stortromme og klaver.

## Opvækst
Laura blev født i Hjørring og voksede op i landsbyen Nørre Harritslev i Vendsyssel.
Efter 9. klasse besøgte hun Lakota-indianerne i Rosebud Indian Reservation i South Dakota, USA. Her lånte hun en guitar og blev opfordret til at skrive sange. Den oplevelse blev startskuddet til Laura Mos musikalske karriere.
Efter HF i Hobro læste Laura Mo jura på Aarhus Universitet uden at gøre studiet færdigt.

## Karriere
I begyndelsen optrådte Laura Mo primært på nordjyske barer og caféer med egne numre og covers.
Laura Mo indspillede i begyndelsen af 00’erne flere af sine sange hos spillemanden Flemming Fiol. Da var hun begyndt at skrive sange på dansk i stedet for på engelsk.
I 2003 udkom Laura Mo (under navnet Laura) for første gang på en officiel udgivelse med sin sang Hunted på soundtracket til filmen Anja efter Viktor. Samme år medvirkede hun (under navnet Laura Møbjerg) på albummet I Skovens Dybe Stille Ro (RecArt Music) med en fortolkning af På Sjølunds Fagre Sletter med Kaare Norge.
I 2007 udkom Laura Mo med debutalbummet Alkymi (ArtPeople), indspillet i Medley Studio. Laura Mo blev nomineret til en Danish Music Awards Folk i kategorien Årets Danske Sangskriver.
I 2008 udkom Laura Mo med nichealbummet 1717 (Fonden Tordenskiold), produceret af Klaus Thrane.
Samme år optrådte hun for første gang på Tønder Festival, sammen med Niels Hausgaard, Allan Olsen og Thomas Buttenschøn.

### Udkom med albummet Motel
I 2010 indspillede Laura Mo i samarbejde med Henrik Hansen (Eastwing) singlen Flyvefjer (RecArt Music), som udkom digitalt.
I 2012 udkom Laura Mo med albummet Motel (Eastwing/ArtPeople) og blev nomineret til Danish Music Awards Folk i kategorien Årets vokalist og til Gaffa-prisen i to kategorier: Årets danske popudgivelse og Årets danske kvindelige kunstner.
Samme år medvirkede Laura Mo på albummet Woody På Dansk med sangen Langt Pokker i Mol – en dansk fortolkning af Woody Guthries og Billy Braggs sang Way Over Yonder in A Minor Key. Albummet blev nomineret til en Danish Music Awards Folk i kategorien Årets Udgivelse.
I 2017 medvirkede Laura Mo på albummet Prinsessen af Jylland (Holy Smoke Music) som del af musikkollektivet Keminova Cowboys. Laura Mo bidrog med sangene Kelley Lynch og Koldt Blod. Sidstnævnte skrevet sammen med bandet Telestjernen, der også indgik i kollektivet.

### Gennembrud med Steppebrand
I 2018 udkom Laura Mo med albummet Steppebrand (REO Records), indspillet i indspillet i Birdland Studio og Studio Communale. Titelnummeret bredte sig som en steppebrand i radioerne, og albummet blev hendes store danske gennembrud.
I 2018 tog Laura Mo på en stor Danmarks-turné med sit nye band De Lovløse med Kim Bahnsen på trommer og percussion, Jakob Juul-Nielsen på guitar og bas og Lucas Illanes på guitar og bas.
I 2019 begyndte Laura Mo at samarbejde med produceren Pouria Farahani og udsendte singlen Sommerfugle (REO Records).

## Personligt
Laura Mo har fem søskende og bor i Skørping i Himmerland. Hun går meget op i dyrevelfærd og er vegetar.

## Diskografi

### Singler
- "Min Egen" (2007)
- "Dansesko" (2007)
- "Flyvefjer" (2010)
- "Europavej" (2012)
- "Lyse Tider" (2012)
- "Steppebrand" (2018)
- "De Heldige" (2018)
- "Sommerfugle" (2019)

### Album
- Alkymi (2007)
- 1717 (2008)
- Motel (2012)
- Steppebrand (2018)

### Diverse
- Jul i svinget (album, 2007). Medvirker med "December".
- I skovens dybe stille ro (compilation-album, 2004). Medvirker med en fortolkning af På Sjølunds Fagre Sletter.
- GAFFA Klub CD #16 (compilation-album, 2007). Medvirker med Valiant.
- Sangskrivere i skoven (compilation-album, 2008). Medvirker med Alkymisten.
- Ufaglært arbejdsmand, Peter Viskinde (album, 2008). Medvirker med Michael Falch på Sommer På Vej.
- Folk & Roots From Denmark (compilation-album, 2008). Medvirker med Valiant.
- Udkantsland (Sange fra skæve Danmark, vol. 1), Mikael K & Klondyke (album, 2011).
- Woody På Dansk (compilation-album, 2012). Medvirker med Langt Pokker i Mol.
- Tønder Festival 2012 (compilation-album, 2012). Medvirker med Langt Pokker i Mol.
- Tønder Festival 2017 (compilation-album, 2017). Medvirker med Bang.
- Prinsessen af Jylland, Keminova Cowboys, (album 2017). Medvirker med Kelley Lynch og Koldt Blod.
- Klæk!, Sonja Hald (album, 2017).
- Tønder Festival 2018 (compilation-album, 2018). Medvirker med Land i Sigte.

## TV
Laura Mo medvirkede i 2015-2016 i to sæsoner af udsendelsesrækken Laura og Vagabonden på TV2 Nord.
I 2014 stod Laura Mo for videoer til YouTube-serien Symposium med samtaler med Allan Olsen og Niels Hausgaard og senere med Sonja Hald.